# Circuito de refrigeración

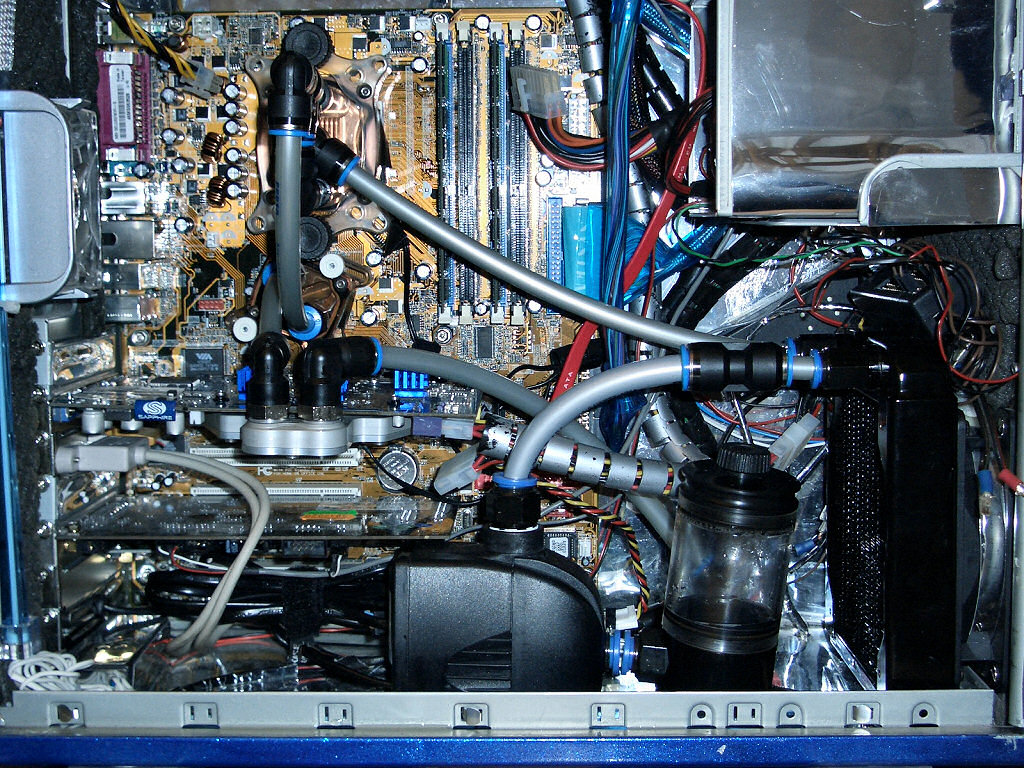
Circuito de refrigeración líquida
al interior de una computadora.

Un circuito de refrigeración de fuerza  corresponde a un arreglo mecánico basado en los principios de la termodinámica y mecánica de fluidos diseñado para transferir energía térmica entre dos focos, desplazando la energía térmica contenida en uno de sus focos a fin de obtener una menor temperatura en este. Estos focos suelen ser sistemas termodinámicamente cerrados.

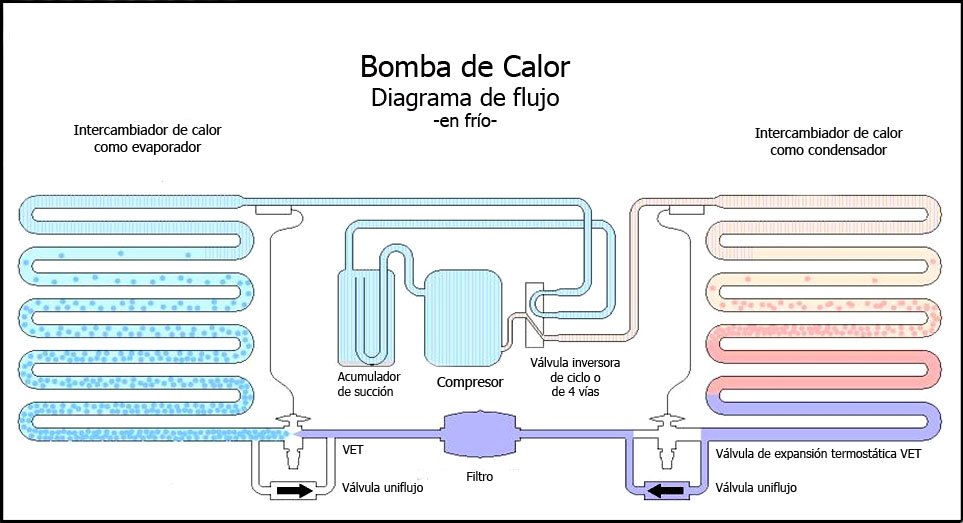
Circuito de refrigeración reversible
de una bomba de calor.

Este cometido se lleva a cabo forzando la circulación de un fluido refrigerante por el interior de un circuito cerrado -o semicerrado- de tuberías e intercambiadores de calor. La circulación de este fluido refrigerante se realizará a través de máquinas de fluido como compresores y/o bombas, conforme la naturaleza y estado del refrigerante.
La constitución y configuración de un circuito de refrigeración no guarda un estándar establecido ya que varía conforme la aplicación y fluido utilizado. Estos varían desde el clásico enfriamiento por agua en motores de combustión interna por medio de radiadores, pasando por sistemas de refrigeración industrial para la industria de alimentos, hasta el control de temperatura de condensadores en centrales nucleares por medio de torres de refrigeración, entre muchas otras aplicaciones.
El término de circuito de refrigeración de fuerza  se suele reemplazar por el de sistema frigorífico o sistema de refrigeración en aplicaciones de refrigeración industrial, debido a la complejidad de estos sistemas y –principalmente- a que están constituidos por dos o más intercambiadores de calor en los cuales el refrigerante sufre un cambio de estado en el cual el intercambio de calor latente es el que genera el fenómeno de refrigeración, así como al complejo sistema de control automático asociado.
En muchos casos, para que este desplazamiento de energía se lleve a cabo de buena manera, es importante que uno de los focos esté relativamente aislado del exterior para someterlo a estudio como un sistema termodinámico cerrado.